# Wierchnierusskoje
Wierchnierusskoje (ros. Верхнерусское) – wieś w Rosji, w Kraju Stawropolskim, w rejonie szpakowskim. W 2010 liczyła 5206 mieszkańców.